# セルゲイ・テレシチェンコ
セルゲイ・テレシチェンコ（カザフ語: Сергей Александрович Терещенко、1951年3月30日 - 2023年2月10日）は、カザフスタンの政治家、元首相。

## 生涯
沿海地方レソザヴォーツク市出身。カザフ農業大学卒業後、チムケント州（現・南カザフスタン州）チュリクバス地区のコルホーズで主任技師として働く。2年後、コムソモール・チュリクバス地区委員会第一書記に選出。
1979年から党の業務に移り、党地区委員会課主任、第二書記、第一書記、カザフスタン共産党執行委員会監察官、党州委員会書記を歴任。
1986年7月、チムケント州執行委員会議長に推薦。
1989年11月から1990年2月までカザフ・ソビエト社会主義共和国閣僚会議第一副議長
。1990年2月から同年4月まで第一副議長。
1990年4月から同年5月までカザフスタン共和国副大統領。
1990年5月から1991年10月まで党チムケント州委員会第一書記兼州人民代議員会議議長。
1991年10月から1994年10月までカザフスタン共和国首相。
1994年10月から国際財団「インテグラーツィヤ」総裁。
1998年～1999年、ナザルバエフの選挙対策本部を指揮。
1999年3月から2002年10月まで、党員30万人以上を数える共和主義政党「オタン」党首代行。
2002年11月からカザフスタン民族総会副議長。2004年4月15日からカザフスタン保険市場関係者総会総裁。
2023年2月10日にアスタナの病院で死去。72歳没。

## 人物
- 妻帯、2女、孫娘1人を有する。
- カザフ農業大学（1973年）、アルマ・アタ高等党学校を卒業。経済科学準博士。国際情報化アカデミー会員。
- 趣味は読書。愛車はトヨタ・ランドクルーザー。